# Chyna
Chyna (narozena jako Joan Marie Laurer; 27. prosince 1969 – 20. dubna 2016) byla americká herečka, pornoherečka,[zdroj⁠?!] a bývalá kulturistka a profesionální wrestlerka. Nejvíce známá je pro svoje působení pro World Wrestling Federation (WWF) mezi lety 1997 a 2001. Kde byla označována jako devátý div světa (André the Giant byl osmý). Svoji wrestlingovou kariéru začala jako bodyguard Paula "Triple H" Levesque, se kterým chodila i v reálném životě. Oba byli členy známého týmu D-Generation X.
Chyna drží titul první ženy která kdy zápasila v mužské divizi na plný úvazek. Byla první ženou která vstoupila do Royal Rumble, do King of the Ring a stala se i uchazečkou číslo jedna o WWF šampionát. V roce 1999 se z ní i stala Intercontinental šampionka, a tak se to stalo dvakrát za její kariéru. Předtím než společnost v roce 2001 opustila byla i WWF Women's šampionka. Ona sama tvrdí že důvod proč odešla je manželka Triple H, Stephanie McMahon, dcera vlastníka WWF Vince McMahona. I když v roce 2004 z profesionálního wrestlingu odešla definitivně, v květnu 2011 udělala svůj návrat do Total Nonstop Action (TNA).
Mimo wrestlingu se Chyna objevila dvakrát v časopise Playboy stejně tak jako v mnoha televizních pořadech a filmech. V roce 2005 byla obsazena do reality show hudební stanice VH1, The Surreal Life, která mapovala životy celebrit. O dva roky později vyšlo pokračování této show, The Surreal Life: Fame Games a v roce 2008 Celebrity Rehab with Dr. Drew. Chyna je také známá pro svůj bouřlivý vztah s kolegou, wrestlerem Sean Waltmanem s nímž natočila porno. DVD bylo vydáno v roce 2004 pod názvem 1 Night in China.

## Dětství
Joan Marie Laurel se narodila 27. prosince 1969 v Rochestru, New York rodičům Janet a Joe Laurelovým. Má dva starší sourozence: Janet a Sonny. Když se její rodiče rozvedli (Joan byly 4 roky), měla dva nevlastní otce a jednu nevlastní matku. Laurel sama řekla, že její první nevlastní otec vyhrožoval sebevraždou a její biologický otec bodl její matku do stehna s nožem na chleba. Také měl problémy s alkoholem. Od roku 1973 až do roku 1983 se Joan a její rodina neustále stěhovala.
Jako dítě hrála Joan na housle a violoncello. V sedmé třídě políbila svého o mnoho staršího učitele. Ve věku třinácti let, když navštěvovala Penfielskou střední školu, začala Joan zvracet po tom, když něco snědla. V šestnácti letech odešla z domova a to poté, co jí její matka nutila jít do drogového rehabilitačního zařízení nebo místo toho bude žít se svým otcem. Ten samý rok začala cvičit a protože její břišní svaly byly silné, necítila Joan žádnou bolest při nádoru vaječníků. Dokončila střední školu ve Španělsku a v roce 1992 absolvovala univerzitu v Tampě na Floridě v oboru španělské literatury. Během vysoké školy byla znásilněna dvěma muži poté, co se poprvé opila na večírku. Na této škole studovala francouzštinu a němčinu, oběma jazyky umí mluvit plynule. Také byla na své koleji členkou ROTC a Resident Advisor. Původně chtěla svou jazykovou znalost využít k práci pro Federální úřad pro vyšetřování protidrogové správy. Následně se připojila do mírového sboru a přestěhovala se na kratší dobu do Guatemaly.
Po návratu ze zahraničí dělala mnoho prací: koktejlovou servírku v strip-klubu, zpěvačku v kapele a pracovnici na lince 900. Když jí bylo okolo 20 let, na Florida Keys se účastnila 6týdenního kurzu pro letušky. Když byla na cestě na svůj první let utrpěla ale autonehodu a strávila čtyři dny v nemocnici. Skončila se zlomeným kotníkem, zlomeným nosem, nataženýma zádama a tržnýma ránama v obličeji. Po zotavení z havárie jí její nevlastní sestra Kathy pomohla získat práci jako prodavačka bzučáků a společně s ní také jako břišní tanečnice.
Po vysoké škole se začala Joan pravidelně účastnit fitness soutěží. V roce 1996 soutěžila v New Yorku na Fitness America. Vzhledem ke své velikosti na rozdíl od jiných žen, Joan většinou skončila na posledním místě.

## Profesionální wrestlingová kariéra
Joan byla trénována ve wrestlingové škole Wladka "Killer" Kowalskiho v Maldenu v Massachusetts. Svůj první zápas měla v roce 1995 proti muži převlečeném za ženu. Po dokončení tréninku zápasila v nezávislém okruhu pod jménem Joanie Lee. Některé z jejich zápasů byly koordinovány od Fabulous Moolah.
V roce 1996 se setkala na show s Shawnem Michaelsem a Triple H z World Wrestling Federation (WWF). Po zpozorování její zdatnosti v ringu se tito dva rozhodli, že Chynu najmou jako bodyguarda. Vince McMahon, vlastník WWF, zpočátku nechtěl aby Chyna do podniku vstoupila protože nevěřil, že by se diváci mohli dívat na ženu jak bije muže. Během čekání na rozhodnutí WWF, byla Joan oslovena World Championship Wrestling (WCW) kteří chtěli, aby se stala novou členkou New World Order. Nabídku přijala ale krátce potom odmítla když jí Shane McMahon, syn Vince McMahona, řekl že byla najata do WWF. Kowalski, její bývalý trenér, však tvrdí, že ji najali kvůli tomu že o ní měli zájem ve WCW. Svůj WWF debut udělala Chyna 16. února 1997 na show In Your House 13: Final Four kde seděla v křesle u ringu a dusila Marlena zatímco byl Goldust v ringu s Triple H. Její původní role byl bodyguard pro Triple H, později pro celou D-Generation X. Často pomáhala Triple H v zápasech a hodněkrát do nich i fyzicky zasáhla. Později byla představena jako Chyna. Mimo televizní obrazovky byli muži váhaví zda nechat ženu zápasit proti nim.
V lednu 1999 se stala třináctou účastnicí v Royal Rumble a tím se stala první ženou která do tohoto zápasu vstoupila. V ten den si znepřátelila Triple H když se proti němu spojila s Vince McMahon a Kanem. Na show St. Valentine's Day Massacre měla týmový zápas kde se společně s Kanem postavila X-Pac a Triple H. Na WrestleManii XV zaútočila na Kanea židlí a vrátila se do DX. Nicméně ten samý večer společně s Triple H zase odešla když pomohli Shane McMahonovi v zápase proti členovi DX, X-Pac. Tato dvojice se později stala částí týmu Corporation. Po rozpadnutí této skupiny zůstala Chyna na straně Triple H. V červnu 1999 se stala první ženou která vstoupila do King of the Ring. Také byla první ženou která se ucházela o WWF šampionát, zápas ale prohrála když ji na SummerSlam porazil Mick Foley. Později toho roku se stala oblíbená mezi publikem když si začala dlouhý feud s Jeff Jarrettem. Na show Unforgiven se proti němu utkala o WWF Intercontinental titul, bohužel ale prohrála. Jarretta porazila na No Mercy v jeho posledním WWF zápase. Tím se Chyna stala 17. října první ženou v historii která Intercontinental titul kdy držela. Také jí byla přenechána Jarrettova manažerka, Miss Kitty. Joan tvrdí, že Vince McMahon musel Jarrettovi zaplatit 300 000 dolarů aby mohl být poražen ženou.
Chyna měla feud s Chrisem Jerichem a měla s ním dva zápasy o svůj titul; na show Survivor Series si ho obhájila, ale na Armageddon už takové štěstí neměla a titul ztratila. Tito dva spolu měli další zápas v epizodě SmackDown! 28. prosince který skončil tak, že se oba wrestleři odpinovali najednou. V důsledku tohoto je Stephanie McMahon-Helmsley označila za "šampiony napůl". Na Royal Rumble si Jericho a Chyna titul obhájili když porazili Hardcore Holly. Zanedlouho poté, co Intercontinental titul ztratila, byla Chyna zapojena do romantické storyline s Eddie Guerrero. Tito dva začali být mezi publikem oblíbení v létě 2000 když Eddie nazval Chynu "Mamacitou". Pár se na SummerSlam postavil proti Val Venis a tehdejšímu nováčkovi Trish Stratus o Intercontinental titul. Chyna zápas vyhrála, ale o dva týdny později ho ztratila v zápase proti Kurt Angle. Pár se rozešel v listopadu 2000 když Chyna načapala Eddieho ve sprše s dvěma ženami. Ve stejné době, v roce 2000, pózovala Chyna nahá pro magazín Playboy. Toto focení bylo zpracováno i jako storyline ve WWE kde se upjatí wrestleři snažili titulní stránku zacenzurovat. Krátce poté začala mít Chyna feud s Ivory která byla vedoucí "cenzurovacího týmu". Tento feud vyvrcholil na Royal Rumble kde se ale Chyna zranila když provedla špatný chvat. Aby přesvědčila publikum že je zraněná, nechala se zkontrolovat od komentátora Jerryho Lawlera. To bylo něco, co tento komentátor nedělal od smrti Owena Harta v roce 1999. Když se vyléčila ze "zranění" a vrátila se na WrestleMania X-Seven do zápasu proti Ivory o Women's titul. Tento zápas vyhrála a stala se novou šampionkou. Titul si obhájila i proti Litě na Judgment Day v roce 2001. I když zápas vyhrála, byl titul na chvíli odstraněn protože to byl Chyny poslední zápas ve WWF. Vztah mezi Triple H a Stephanií McMahon byl prý hlavním důvodem proč odešla. Přesněji opustila World Wrestling Federation 30. listopadu 2001 a to o několik měsíců později co byla odstraněna z televizních obrazovek. Jim Ross řekl, že nebyla vyhozena ale odešla z vlastních osobních důvodů.
Vypadalo to, že po odchodu z WWE její wrestlingová kariéra skončí. V roce 2002 začala ale zápasit pro Japan Pro Wrestling. V září a říjnu 2002 zápasila ve čtyřech zápasech pro tuto společnost. Po prohře v zápase proti Masahiro Chono který se konal 14. října 2002, měla zde Chyna svůj poslední zápas 26. října kdy se spojila s Fake Great Muta proti Hiroshi Tanahashi a Kenzo Suzuki. Také měla vystoupil v Total Nonstop Action Wrestling, to se ale nakonec neuskutečnilo kvůli jejímu zápalu plic.
3. května 2011 udělala Chyna svůj debut v TNA v epizodě Impact! na Spike TV. Účastnila se battle royal kde eliminovala Jeffa Jarretta. Chyna ale s TNA nepodepsala žádnou smlouvu, místo toho jen souhlasila s účastí na pay-per-view show podáním ruky. Na show Sacrifice porazila Karen Jarret v mixed tag team match.

## Ostatní media
Joan pózovalá nahá pro časopis Playboy. Toto číslo bylo vydáno v listopadu 2000. O dva roky později, po odchodu z WWF, nafotila další nahé fotografie. Také natočila Playboy dokument pro dospělé jménem Joanie Laurer Nude: Wrestling Superstar to Warrior Princess.
V roce 2001 vydala Joan autobiografickou knihu If They Only Knew. Tato kniha se objevila na seznamu bestsellerů v New York Times. V roce 2004 si zahrála dívku jménem Lulu v hudebním videoklipu od Sevendust, "Enemy".

## Osobní život
Joan si musela zaplatit prsní implantáty podruhé, když ty první praskly při zápase. Také podala stížnost na svého plastického chirurga, že jí nevyhovovaly jejich největší implantáty. Zaplatila za ně údajně 6000 dolarů.
Od roku 1996 do roku 2000 měla romantický vztah s kolegou wrestlerem Paulem "Triple H" Levesque. Také spolu nějakou dobu žili. Od roku 2003 však měla vztah s wrestlerem Seanem Waltmanem. O rok později tito dva natočili porno video a DVD s jeho záznamem bylo vydáno od společnosti která vydala i porno od Paris Hilton, proto video nese název 1 Night In China. DVD se prodalo přes 100 000 kopií. Joan tvrdí že ale nedostala žádné peníze ze zisku. V únoru 2007 tento její bývalý přítel řekl v rozhovoru pro radio Bubba the Love Sponge řekl, že Joan chodila s wrestlerem Ed "Brutus Beefcake" Leslie.
8. února 2007 (datum úmrtí Anny Nicole Smith) se viditelně rozrušená Joan objevila na Larry King Live a mluvila o své zesnulé přítelkyni. Manželka generálního ředitele Trim Spa, Monique Goen, řekla, že Anna nepovažovala Joan za přítelkyni.
Po odchodu z WWF nemohla Joan používat jméno "Chyna" protože bylo pod ochrannou značkou. Na jiných akcích tedy vystupovala pod jménem "Chyna Doll". V listopadu 2007 podala žádost o legální změnu jména na Chyna.

## Ve wrestlingu
- Zakončovací chvaty
  - DDT
  - Gorilla press slam
  - Double underhook facebuster
  - Powerslam
  - Sleeper slam
- Ostatní chvaty
  - Handspring back elbow
  - Jawbreaker
  - Low bomb
  - Powerslam
- Manažeři
  - D-Generation X
  - Eddie Guerrero
  - Corporation
  - Triple H
  - "The One" Billy Gunn
- Přezdívky
  - "Devátý div světa" ("The Ninth Wonder of The World")
- Theme songy
  - "Break it Down" od DX Band (používáno v době působení v D-Generation X)
  - "No Chance in Hell" od Jim Johnston (používáno v době působení v Corporation)
  - "My Time" od DX Band (používáno v době týmování s Triple H)
  - "Who I Am" od Jim Johnston

## Šampionáty a ocenění
- International Wrestling Federation: IWF Women's šampionka (1 krát)
- Ladies International Wrestling Association: Nováček roku (1998)
- Professional Girl Wrestling Association: Nováček roku (1996)
- Pro Wrestling Illustrated: Žbeříček PWI ji v roce 2000 zařadil na 106. místě v Top 500 nejlepších wrestlerů roku PWI 500
- World Wrestling Federation: WWF Intercontinental šampionka (2 krát), WWF Women's šampionka (1 krát)